# Гієнодон
Гієнодон (Hyaenodon, «гієнозубий») — викопний рід хижих плацентарних ссавців вимерлої триби Hyaenodontini вимерлої підродини Hyaenodontinae (вимерлої родини Hyaenodontidae), що проживали на територіях сучасних Євразії та Північної Америки з середини еоцену, протягом усього олігоцену до початку міоцену (~42—17 млн років тому).
Деякі види цього роду були одними з найбільших наземних хижих ссавців свого часу, інші ж були лише розміром з куницю. Оціночна вага дорослого або підрослого зразка H. horridus, найбільшого північноамериканського виду, оцінюється у приблизно 40 кг і не більше 60 кг. Hyaenodon gigas, найбільший вид гієнодона, був набагато більшим — 378 кг і близько 3 м завдовжки. H. crucians з раннього олігоцену Північної Америки, за оцінками, важив лише 10—25 кг. H. microdon та H. mustelinus з пізнього еоцену Північної Америки були ще меншими й важили близько 5 кг.
У Північній Америці останній вид гієнодона, H. brevirostrus, зник наприкінці олігоцену. В Європі вони зникли ще раніше, в олігоцені.

## Опис

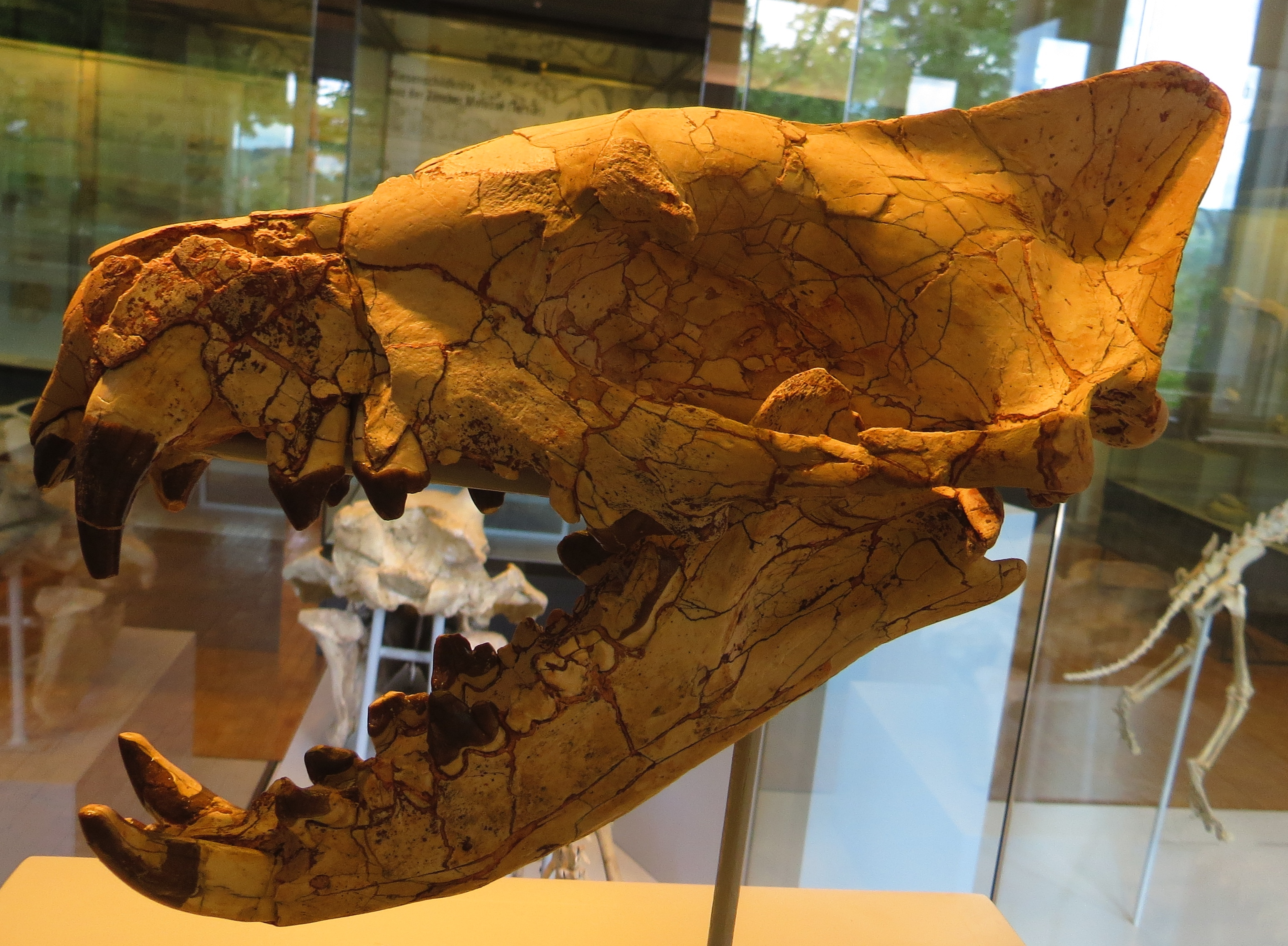
Череп Hyaenodon horridus

Як і більшість ранніх ссавців, гієнодони мали дуже масивний череп, але порівняно малий мозок. Череп довгий з вузькою мордою — набагато більшою відносно довжини черепа, ніж, наприклад, у псових. Шия була коротшою за череп, тоді як тіло було довгим і міцним з довгим хвостом. У порівнянні з більшими (але не близькоспорідненими) Hyainailouros, зубний ряд гієнодона був більше пристосований для різання м'яса і менше — для дроблення кісток.

### Прорізання зубів
Дослідження зразків молодняку гієнодона свідчать про те, що тварина мала дуже незвичну систему заміни зубів. Завершальна стадія прорізування зубів займала близько 3—4 років, що означає тривалий період підростання молодняку. У північноамериканських форм перший верхній премоляр прорізався раніше, ніж перший верхній моляр, тоді як європейські форми демонструють більш раннє прорізування першого верхнього моляра.

## Палеобіологія

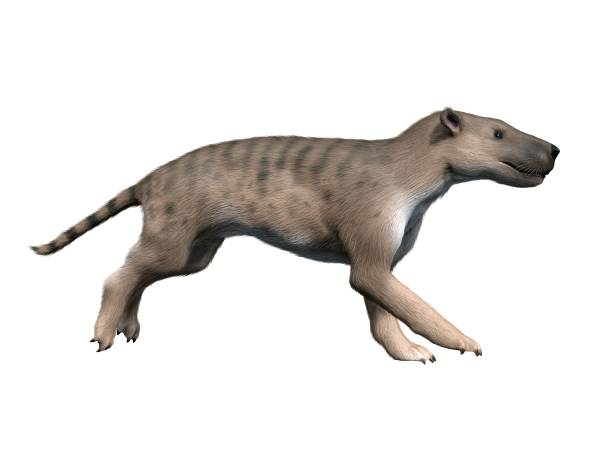
Художня реконструкція Hyaenodon horridus

Різні види гієнодонів конкурували між собою та іншими спорідненими родами (включаючи Sinopa, Dissopsalis та Hyainailouros) і відігравали важливу роль як хижаки у пізньоміоценових біомах Азії, полюючи на різноманітну здобич, таку як примітивні коні (Mesohippus, Brontotheres), ранні верблюди, ореодонти й примітивні носороги. Види гієнодонів успішно полювали навіть на інших великих хижаків свого часу, включаючи німравіда («несправжнього шаблезубого кота»), згідно з аналізом слідів від проколів зубів на викопному черепі Dinictis, знайденому в Північній Дакоті. Зигзагоподібні смуги Хантера-Шрегера на емалі вказують на те, що кістка була важливим компонентом раціону гієнодонів.

## Систематика
- Триба: †Hyaenodontini (Leidy, 1869)
  - Рід: †Hyaenodon (Laizer & Parieu, 1838)

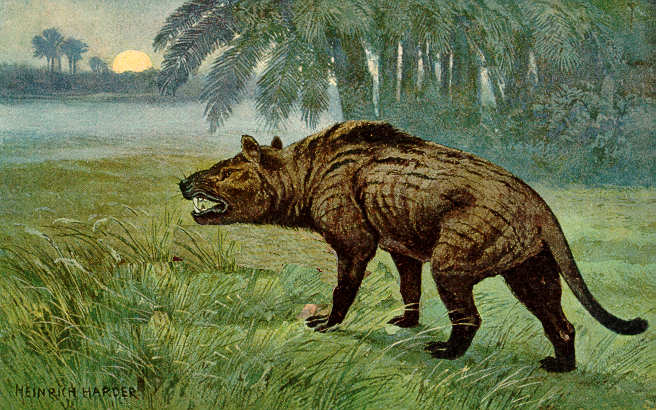
Реконструкція гієнодона Генріха Гардера (близько 1920 року)

    - †Hyaenodon brachyrhynchus (Blainville, 1841)[9]
    - †Hyaenodon chunkhtensis (Dashzeveg, 1985)[10]
    - †Hyaenodon dubius (Filhol, 1873)[11]
    - †Hyaenodon eminus (Matthew & Granger, 1925)[12]
    - †Hyaenodon exiguus (Gervais, 1873)[13]
    - †Hyaenodon filholi (Schlosser, 1887)[14]
    - †Hyaenodon gervaisi (Martin, 1906)[15]
    - †Hyaenodon heberti (Filhol, 1876)[16]
    - †Hyaenodon leptorhynchus (Laizer & Parieu, 1838)[17]
    - †Hyaenodon minor (Lange-Badré, 1979)[18]
    - †Hyaenodon neimongoliensis (Huang & Zhu, 2002)[19]
    - †Hyaenodon pervagus (Matthew & Granger, 1924)[20]
    - †Hyaenodon pumilus (Lavrov, 2019)[21]
    - †Hyaenodon requieni (Gervais, 1846)[22]
    - †Hyaenodon rossignoli (Lange-Badré, 1979)
    - †Hyaenodon weilini (Wang, 2005)[1]
    - †Hyaenodon yuanchuensis (Young, 1937)[23]
    - Підрід: †Neohyaenodon (парафілетичний) (Thorpe, 1922)[24]
      - †Hyaenodon gigas (Dashzeveg, 1985)
      - †Hyaenodon horridus (Leidy, 1853)[25]
      - †Hyaenodon incertus (Dashzeveg, 1985)
      - †Hyaenodon macrocephalus (Lavrov, 1999)[26]
      - †Hyaenodon megaloides (Mellett, 1977)[27]
      - †Hyaenodon milvinus (Lavrov, 1999)[26]
      - †Hyaenodon mongoliensis (Dashzeveg, 1964)[28]
      - †Hyaenodon montanus (Douglass, 1902)[29]
      - †Hyaenodon vetus (Stock, 1933)[30]

    - Підрід: †Protohyaenodon (парафілетичний) (Stock, 1933)
      - †Hyaenodon brevirostrus (Macdonald, 1970)[31]
      - †Hyaenodon crucians (Leidy, 1853)
      - †Hyaenodon microdon (Mellett, 1977)
      - †Hyaenodon mustelinus (Scott, 1894)[32]
      - †Hyaenodon raineyi (Gustafson, 1986)[33]
      - †Hyaenodon venturae (Mellett, 1977)

## Зображення в медіа
Живі гієнодони засобом комп'ютерного моделювання та анімації були відтворені в третій серії фільму Бі-Бі-Сі «Прогулянки з доісторичними тваринами». Показано, як група гієнодонів намагається відбити у самиці індрикотерія новонароджене дитинча, а також, як зграя ентелодонів відбирає у гієнодона вбитого їм халікотерія.